# アバンギャルド夢子
『アバンギャルド夢子』（アバンギャルドゆめこ）は、押見修造による日本の漫画作品。著者の初単行本化作品。

## あらすじ
進学したばかりの女子高生・望月夢子は男根を御神体とする珍祭の載った雑誌を見てからというもの、頭の中は男性器のことで占領されている。まだ見たことのない本物の男性器をどうすれば見られるか考えた末に、ヌードデッサン目当て美術部に入部することにする。

## 主な登場人物
望月 夢子（もちづき ゆめこ）
頭の中が男性器のことでいっぱいの女子高生。その結果、授業中ノートに男性器の絵を描いたり、バットが男性器に見えたりする毎日を送っている。まだ、本物の男性器を見たことはない。
本田 正一
学校で唯一まともに活動している美術部員。ヌードデッサン目当てで入部してきた夢子に戸惑いながらも、新入部員である彼女を歓迎する。

## 書誌情報

### 単行本
- 押見修造 『アバンギャルド夢子』 講談社〈ヤングマガジンコミックス〉、全1巻
  1. 2003年11月6日発売、ISBN 4-06-361177-9

### 新装版
- 押見修造 『アバンギャルド夢子 新装版』 講談社〈ヤンマガKCスペシャル〉、全1巻
  1. 2013年4月5日発売、ISBN 978-4-06-382290-8

巻末には読み切り作品『スーパーフライ』が収録されている。初出は別冊ヤングマガジン2003年41号。